# Gräsbergstjärnen (Fryksände socken, Värmland, 666815-134159)
Gräsbergstjärnen är en sjö i Torsby kommun i Värmland och ingår i Göta älvs huvudavrinningsområde.